# La Méduse (Jawlensky)
Pour les articles homonymes, voir Méduse.
La Méduse ou Tête de femme « Méduse », Lumière et Ombre est un tableau peint par Alexej von Jawlensky en 1923. Il mesure 42 cm de haut sur 31 cm de large. Acquis en 1936, il est conservé au musée des Beaux-Arts de Lyon.
Il est mis en avant lors des illuminations de la place des Terreaux lors de la Fête des lumières de 2014.
Il s'agit d'une œuvre des premières (??) années de la carrière du peintre expressionniste . Le travail de la figure occupe une place centrale dès 1917. La composition resserrée utilise la totalité de la surface du tableau. Les yeux disproportionnés renvoient au regard de Méduse qui avait le pouvoir de pétrifier. Les quelques traits noirs rappellent aussi les serpents qui habitent la chevelure noire de la gorgone. Jawlensky utilise des couleurs pures et contrastées qui donnent une réelle intensité à ses figures.